# East New Britain Province
East New Britain Province ist eine der 21 Provinzen von Papua-Neuguinea. Es umfasst die Osthälfte der Insel Neubritannien (ehemals Neupommern) sowie die 13 kleinen Duke-of-York-Inseln (58 km²) im Saint George’s Channel zwischen der Gazelle-Halbinsel und der östlichen Nachbarinsel Neuirland (New Ireland). 
Die Provinz East New Britain (ENB) umfasst 15.320 km² und zählte im Jahre 2011 rund 328.369 Einwohner, überwiegend Angehörige des Tolai-Volkes. Größter Ort und Provinzhauptstadt war die Hafenstadt Rabaul – bis 1994 der Ausbruch des Vulkans Tavurvur die Stadt unter seiner Asche begrub (5 Tote). Viele Einwohner zogen während und nach dem Vulkanausbruch ins 30 km entfernte Kokopo (ehemals Herbertshöhe). In der Folge wurde Kokopo Provinzhauptstadt, da der Ort auf Grund seiner geschützten Lage mehr Sicherheit bot und über eine bereits ausgebaute Infrastruktur verfügte.
Rabaul hat mittlerweile wieder 4.000 Einwohner, Kokopo etwa 22.000.

## Bevölkerung

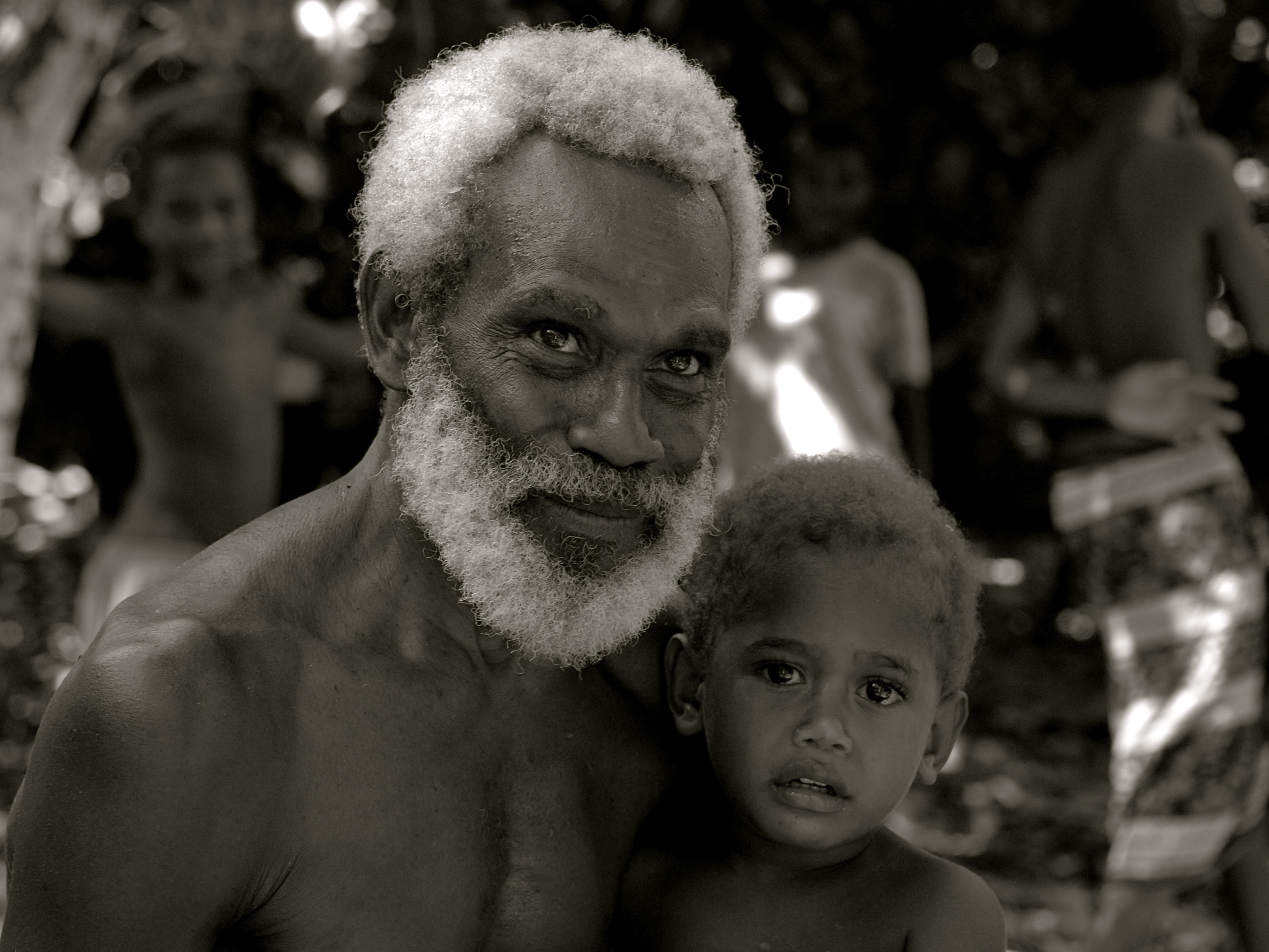
Bewohner der East New Britain Province: Großvater mit Enkel

Die wichtigste Sprachgruppe Neubritanniens sind die Tolai. Sie gelten als geschäftstüchtig und haben sich sowohl in der Kolonialzeit als auch in der Unabhängigkeit gut mit allen Veränderungen arrangieren können. Die Baining aus den Bergen haben mit ihrem rituellen Feuertanz und ihrem Penisstab einige Bekanntheit erworben. Daneben siedeln in Ost-Neubritannien die Sulka südlich der Gazellen-Halbinsel.

## Geschichte
Neubritannien wurde im Jahr 1700 von William Dampier entdeckt. Von 1885 bis 1914 war Neubritannien Teil der deutschen Kolonie Deutsch-Neu-Guinea und trug den Namen Neupommern. Die kleine York-Insel vor der Ostküste hieß Neulauenburg und war Ausgangspunkt der frühesten Kolonialbestrebungen um das Handelshaus Godeffroy.
Schon seit der frühen Kolonialzeit ist der östliche Inselteil Neubritanniens mit der Gazelle-Halbinsel der weitaus bedeutendere. Hier befand sich ab 1889 der Hauptort der Kolonie in Kokopo (Herbertshöhe). Ab 1910 wurde das wenige Kilometer entfernte Rabaul (Simpsonhafen) Hauptort. Ebenfalls fand 1910 in der Nähe des Erholungsheims „Toma“ auf dem 400 m hohen Varzinsberg die Einweihung eines Bismarckdenkmals statt. 
Ost-Neubritannien konnte neben Neuirland und der York-Insel als einzig erschlossener Teil der deutschen Kolonie gelten – der Rest blieb nur an den Rändern erforscht und verwaltet.
Rabaul blieb auch Hauptstadt New Guineas während der australischen Zeit 1918 bis 1945. Erst danach wurden die beiden Territorien Papua und New Guinea vereinigt, Port Moresby wurde neue Hauptstadt und Neubritannien verlor an Bedeutung.

## Distrikte und LLGs
Die Provinz East New Britain ist in vier Distrikte unterteilt. Jeder Distrikt besteht aus einem oder mehreren „Gebieten auf lokaler Verwaltungsebene“, Local Level Government (LLG) Areas, die in Rural (ländliche) oder Urban (städtische) LLGs unterschieden werden.
| Distrikt         | Verwaltungszentrum | Bezeichnung der LLG-Gebiete |
| ---------------- | ------------------ | --------------------------- |
| Gazelle Distrikt | Kerevat            | Central Gazelle Rural       |
| Gazelle Distrikt | Kerevat            | Inland Baining Rural        |
| Gazelle Distrikt | Kerevat            | Lassul Baining Rural        |
| Gazelle Distrikt | Kerevat            | Livuan-Reimber Rural        |
| Gazelle Distrikt | Kerevat            | Toma-Vunadidir Rural        |
| Kokopo Distrikt  | Kokopo             | Bitapaka Rural              |
| Kokopo Distrikt  | Kokopo             | Duke of York Rural          |
| Kokopo Distrikt  | Kokopo             | Kokopo-Vunamami Urban       |
| Kokopo Distrikt  | Kokopo             | Raluana Rural               |
| Pomio Distrikt   | Pomio              | Central-Inland Pomio Rural  |
| Pomio Distrikt   | Pomio              | East Pomio Rural            |
| Pomio Distrikt   | Pomio              | Melkoi Rural                |
| Pomio Distrikt   | Pomio              | Sinivit Rural               |
| Pomio Distrikt   | Pomio              | West Pomio-Mamusi Rural     |
| Rabaul Distrikt  | Rabaul             | Balanataman Rural           |
| Rabaul Distrikt  | Rabaul             | Kombiu Rural                |
| Rabaul Distrikt  | Rabaul             | Rabaul Urban                |
| Rabaul Distrikt  | Rabaul             | Watom Island Rural          |